# Bob Addy
Robert Charles "Bob" Addy (Northwood (Londres), 24 de janeiro de 1941) é um ex-ciclista britânico que representou o Reino Unido nos Jogos Olímpicos de 1964, em Tóquio, competindo no contrarrelógio por equipes.